# Granica eswatinijsko-południowoafrykańska

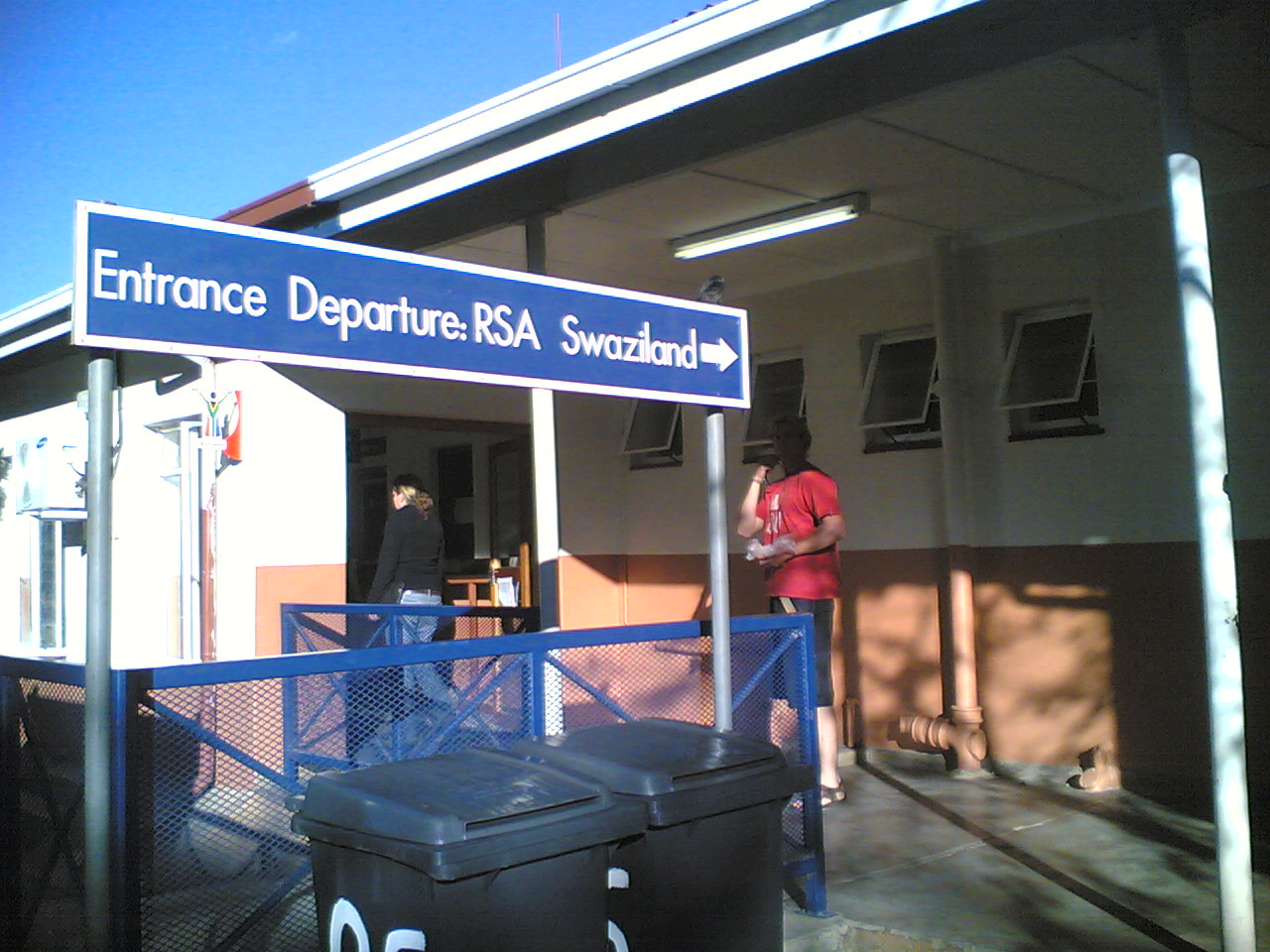
Posterunek na granicy eswatinijsko-południowoafrykańskiej (2005)

Granica eswatinijsko-południowoafrykańska ma 430 kilometrów i stanowi większość granic Eswatini (oprócz granicy z Mozambikiem na wschodzie).
Granica ta została wyznaczona wraz z uzyskaniem niepodległości przez Eswatini w 1968 roku. Do tego czasu był to brytyjski protektorat od 1903 roku, kiedy to Brytyjczycy wygrali wojny burskie.
Wschodnia i południowa część granicy graniczy z południowoafrykańską prowincją KwaZulu-Natal. Zachodnia i północna część granicy oddziela Eswatini od południowoafrykańskiej prowincji Mpumalanga. Granica ta przebiega w pobliżu Piggs Peak i Emlembe w północno-zachodniej części Eswatini oraz Nhlangano na południu Eswatini.
Z granicą tą powiązany jest spór terytorialny: W 2006 roku król Eswatini argumentował, że powinien udać się do Międzynarodowego Trybunału Sprawiedliwości w Hadze, aby domagać się części południowoafrykańskich prowincji Mpumalanga i KwaZulu-Natal.

## Punkty graniczne[5][6]
| RPA   | RPA                       | Eswatini | Eswatini        | Godziny otwarcia |
| Droga | Punkt graniczny           | Droga    | Punkt graniczny | Godziny otwarcia |
| ----- | ------------------------- | -------- | --------------- | ---------------- |
|       | Bothashoop                | MR13     | Gege            | 08:00–16:00      |
|       | Emahlathini               | MR4      | Sicunusa        | 08:00–18:00      |
| N720  | Golela                    | MR8      | Lavumisa        | 07:00–22:00      |
| R570  | Jeppes Reef               | MR1      | Matsamo         | 07:00–20:00      |
| R40   | Josefsdal                 | MR20     | Bulembu         | 08:00–16:00      |
| R543  | Mahamba                   | MR9      | Mahamba         | 07:00–22:00      |
| R571  | Mananga                   | MR5      | Mananga         | 07:00–18:00      |
| R65   | Nerston                   | MR19     | Sandlane        | 08:00–18:00      |
| N17   | Oshoek                    | MR3      | Ngwenya         | 07:00–22:00      |
|       | Onverwacht, KwaZulu-Natal | MR21     | Salitje         | 08:00–18:00      |
|       | Waverley                  |          | Lundzi          | 08:00–16:00      |